# یهورام
یهورام یهودا (یونانی: Ἰωράμ) پنجمین پادشاه از پادشاهی یهودا و پسر پادشاه یهوشافاط بود.